# تپه شریف‌آباد
تپه شریف‌آباد مربوط به سده‌های میانه دوران‌های تاریخی پس از اسلام است و در شهرستان زهک، بخش مرکزی، دهستان خواجه احمد، ۱ کیلومتری شمال شرقی روستای محمد شاه کرم واقع شده و این اثر در تاریخ ۲۷ اسفند ۱۳۸۷ با شمارهٔ ثبت ۲۶۵۰۶ به‌عنوان یکی از آثار ملی ایران به ثبت رسیده است.